# Isaac
Isaac là một nhân vật quan trọng trong Do Thái giáo, Cơ Đốc giáo và Hồi giáo. Theo Kinh Thánh, Isaac là con trai của Abraham và Sarah, cha của Esau và Jacob. Thông qua Jacob, Isaac là tổ phụ của người Israel, sau này được biết đến là người Do Thái. Trong khi đó, người anh cùng cha khác mẹ của Isaac là Ishmael được coi là tổ phụ của người Ả Rập.
Sách chữ Nôm tiếng Việt soạn vào thế kỷ 17 gọi nhân vật này là Y Giác.
Theo Cựu Ước thì Abraham vâng theo lệnh của Thiên Chúa, dâng con trai mình là Isaac làm sinh tế tại xứ Moriah, song một thiên sứ hiện ra ngăn cản người vì Chúa chỉ muốn thử thách đức tin của Abraham, nên ông giết một con cừu đực tìm thấy tại nơi ấy để làm sinh tế thay thế cho Isaac. Như là phần thưởng cho lòng tuân phục, Abraham lại nhận lãnh lời hứa dòng dõi ông sẽ "nhiều như sao trên trời, đông như cát bờ biển" và hưởng lấy sự phú cường (Sáng thế ký 22[12]). Rồi thì ông quay về Beersheba. Sự kiện dâng Isaac làm sinh tế là một trong những hành động đạo đức khó khăn và đầy thách thức nhất đã được ghi lại trong Kinh Thánh.